# Guernica (Spagna)
Guernica (in spagnolo Guernica y Luno e in basco Gernika-Lumo) è una piccola città dei Paesi Baschi, nella provincia di Biscaglia, nel nord est della Spagna.
Guernica (pronunciato "ghernìca") è la capitale religiosa e storica dei paesi baschi spagnoli ed era il luogo di incontro dell'Assemblea di Biscaglia, che si riuniva sotto una quercia, la Gernikako Arbola, che fu un simbolo delle tradizionali libertà del popolo basco.
La città è famosa in tutto il mondo grazie a Guernica, maestosa opera di Picasso, un quadro con la consueta indole cubista, raffigurante gli effetti del bombardamento della città durante la guerra civile spagnola.
È possibile visionarne una copia a grandezza naturale al centro della città.

## Storia
Fondata il 28 aprile 1366, Guernica è una città santa per i Baschi. Sin dal Medioevo vi avevano luogo i consigli baschi. I re castigliani, seguiti più tardi dai re spagnoli, giuravano sotto alla quercia di Guernica di rispettare e conservare le particolari leggi autonomiste della Biscaglia.
Il sacro simbolo dei Baschi, la quercia (Gernikako Arbola) si trova sopra al centro della città; sotto ad essa si riuniva ogni anno sino al 1876 il Consiglio degli Anziani, i cui membri provenivano da tutti i Paesi Baschi, svolgendo in questo modo una forma diretta di democrazia. L'albero viene sostituito in caso di morte da una nuova pianticella nata dai frutti del vecchio albero.

### Bombardamento di Guernica
Guernica è famosa per aver subito il 26 aprile 1937 durante la guerra civile spagnola, un bombardamento strategico - tra i primi e più duri - messi in atto dalla Legione Condor della Luftwaffe con il supporto della Aviazione Legionaria italiana.

## Riserve naturali
L'estuario del Guernica o Urdaibai è una Riserva della biosfera.

## Sport
Guernica è anche la sede del Gernika Jai Alai, uno dei principali campi per la pelota basca.
In ambito calcistico la principale società cittadina è il Gernika Club.

## Amministrazione
Nel 1996 il territorio comunale venne suddiviso e fu creato il nuovo comune di Arratzu.